# EnterpriseDB
EnterpriseDB ist ein in Bedford, Massachusetts, ansässiger US-amerikanischer Softwarehersteller. Das Unternehmen bietet ergänzende Software und kommerziellen Support für das freie objektrelationale Datenbankmanagementsystem PostgreSQL sowie Programme zur Migration von anderen Datenbanken zur PostgreSQL an. Insbesondere für die Migration von Oracle-Datenbanksystemen werden zusätzliche Kompatibilitätswerkzeuge angeboten.

## Geschichte
Andy Astor und Denis Lussier gründeten 2004 das Unternehmen mit dem Ziel, das Datenbank-Oligopol zu brechen. Sie nahmen sich vor, mithilfe ebenso mächtiger, auf Open Source basierender Software die Kosten für Unternehmen um bis zu 90 % zu senken. Sie entschieden sich für PostgreSQL, da in dieses Datenbankmanagementsystem eine über 20-jährige Entwicklungsgeschichte mit viel Erfahrung mit großen kommerziellen Anwendungen eingeflossen ist. Zudem verfügt es über eine große aktive Entwickler-Community. Vor der Gründung von EnterpriseDB gab es über Jahre keinen zu MySQL AB vergleichbaren Anbieter für PostgreSQL-Datenbanken. Illustra, ein von Michael Stonebraker und Gary Morganthaler gegründetes Unternehmen, das ebenfalls Support für PostgreSQL anbot, wurde schon 1997 an Informix verkauft.
Heute versucht sich das Unternehmen als direkter Konkurrent von Oracle zu etablieren. Im April 2009 schlossen EnterpriseDB und IBM einen Vertrag, um Oracle-Kompatibilität für das IBM-Datenbanksystem DB2 mithilfe von EnterpriseDB-Technik verfügbar zu machen. Das daraus entstandene Produkt wird von der IBM-Tochter Netezza unter dem Markennamen Netezza Migrator vertrieben.
Im Juni 2019 kündigte das Private-Equity-Unternehmen Great Hill Partners den Erwerb des Unternehmens EnterpriseDB an.
Ein weiterer kommerzieller Konkurrent ist EMC² mit der PostgreSQL-Variante Greenplum.

## Produkte
- PostgreSQL freier Update-Service und Installer für Windows und Mac OS X[8] und freies Migrationswerkzeug für MySQL zu PostgreSQL
- Postgres Plus Standard Server (PostgreSQL mit zusätzlichen Komponenten wie SQL/Protect, PL/Secure, UpdateMonitor, xDB Replication Server und technischem Support)
- Postgres Plus Advanced Server (wie Plus Standard Server, aber zusätzlich mit Kompatibilitätswerkzeugen für Oracle-Datenbanken, Hochverfügbarkeitslösungen, Entwicklerwerkzeuge).

Die Datenbanken unterstützen die Linux-Distributionen RHEL / CentOS / Oracle Linux 7.x and 6.x, SLES 12 und Ubuntu 18.04 LTS sowie Windows Server 2016. In diesem Paket sind unter anderem Managementtools für die Steuerung und Wartung vieler Server von einer einzigen Stelle aus enthalten.
- Postgres Plus Cloud Database bietet die Möglichkeit PostgreSQL- oder Postgres-Plus-Datenbanken als ein Service zu nutzen, ohne selbst einen Datenbankserver betreiben und warten zu müssen. Der Dienst sollte gleich viel kosten wie das auf MySQL basierende Amazon Relational Database Service (RDS)[10] und ist als Konkurrenz zu entsprechenden Diensten proprietärer Datenbankhersteller positioniert.

Bei den Administrationswerkzeugen handelt es sich unter anderem um erweiterte Versionen von pgAdmin.

## Open-Source-Projekte
EnterpriseDB ist neben der Weiterentwicklung von PostgreSQL noch an weiteren Open-Source-Projekten beteiligt:
- GridSQL, OLAP und Data Warehouse auf Basis von PostgreSQL (mit GPLv2-Lizenz).
- pgAdmin
- EnterpriseDB stellt derzeit mit Dave Page und Bruce Momjian zwei der sechs Mitglieder des Kernteams der PostgreSQL-Entwickler-Community.[11]

## Standorte
- Bedford (Massachusetts), Hauptsitz des Unternehmens
- East Brunswick (New Jersey), Entwicklungszentrum
- Den Haag (Niederlande), Vertrieb Europa und Mittlerer Osten
- Nishi-waseda (Japan), Vertrieb Japan
- Entwicklungsbüros in Oxfordshire (Vereinigtes Königreich), Pune (Indien) und Islamabad (Pakistan)